# Соколово (муниципальный округ Егорьевск)
Соколо́во — деревня в муниципальном округе Егорьевск Московской области России.

## География
Деревня Соколово расположена в северо-восточной части муниципального округа Егорьевск, примерно в 10 километрах к северо-востоку от города Егорьевск. По западной окраине деревни протекает река Цна. Высота над уровнем моря 130 метров.

## Название
Название связано с некалендарным личным именем Сокол, распространённым в XVI-XVII веках.

## История
До отмены крепостного права жители деревни относились к разряду государственных крестьян. После 1861 года деревня вошла в состав Поминовской волости Егорьевского уезда. Приход находился в селе Ново-Егорьевском (оно же Власовское). В то же время в деревне имелся старообрядческий молитвенный дом.
В 1926 году деревня входила в Поминовский сельсовет Поминовской волости Егорьевского уезда.
До 1994 года Соколово входило в состав Саввинского сельсовета Егорьевского района, а в 1994—2006 годы — Саввинского сельского округа.
Входит в состав сельского поселения Саввинское.

## Демография
В 1885 году в деревне проживало 226 человек, при этом более половины (18 семей — 55 муж. и 62 жен.) принадлежали к старообрядцам «поповщинскаго толка», в 1905 году — 302 человека (145 мужчин, 157 женщин), в 1926 году — 128 человек (62 мужчины, 66 женщин). По переписи 2002 года — 7 человек (3 мужчины, 4 женщины). Население — 22 чел. (2010).
| 1859 | 1868 | 1885 | 1905 | 1926 | 2002 | 2006 |
| ---- | ---- | ---- | ---- | ---- | ---- | ---- |
| 210  | ↘201 | ↗226 | ↗302 | ↘128 | ↘7   | →7   |
| 2010 |      |      |      |      |      |      |
| ↗22  |      |      |      |      |      |      |